# EC Água Verde
EC Água Verde was een Braziliaanse voetbalclub uit de stad Curitiba in de staat Paraná.

## Geschiedenis
De club werd opgericht in 1914 als Sport Clube Água Verde. In 1918 speelde de club voor het eerst in het Campeonato Paranaense. In 1920 fuseerde de club met Savóia FC en werd zo Savóia-Água Verde.

## Erelijst
Campeonato Paranaense
1967